# American Psycho
 Denne artikel omhandler romanen fra 1991 af Bret Easton Ellis. For andre betydninger, se American Psycho (flertydig).
American Psycho er en amerikansk roman fra 1991, skrevet af Bret Easton Ellis. Bogen skildrer i episodisk form hovedpersonen Patrick Batemans liv som rig, ung mand i yuppie-miljøet på Manhattan i New York sidst i 1980'erne. På trods af Batemans pæne overflade er han seriemorder, og bogen indeholder meget detaljerede beskrivelser af blodige mord og seksuelle optrin. Den blev, blandt andet på grund af dette, stærkt kritiseret af mange da den udkom, og først i år 2000 blev den filmatiseret af Mary Harron med Christian Bale i hovedrollen som Patrick Bateman.

## Personer i American Psycho

### Hovedpersoner
- Patrick Bateman
- Evelyn – Batemans kæreste
- Timothy Price – Batemans bedste ven og kollega, der højst sandsynligt har en affære med Evelyn
- Paul Owen – Batemans kollega som forsvinder
- Courtney – Luis' kæreste, som Patrick har en affære med
- Luis – Courtney's kæreste der er forelsket i Patrick
- Jean – Batemans sekretær (som er forelsket i ham)
- Donald Kimball – privat detektiv hyret til at efterforske Paul Owens forsvinden

### Bipersoner
- Marcus Halberstam – Batemans kollega. I løbet af bogen bliver Patrick gentagne gange forvekslet med Halberstam, og Paul Owen er overbevist om, at Patrick er Halberstam.
- Tom Cruise – som et kort sammentræf med Bateman i en elevator
- Christopher Armstrong – Batemans kollega i P&P

## Kontroverser
Bogen skulle i første omgang udgives af forlaget Simon & Schuster i marts 1991, men de valgte at trække sig fra projektet på grund af det stødende indhold i bogen. Det endte med at Vintage Books købte rettighederne til bogen og udgav en redigeret version af Ellis' eget udkast. Nogle mener, at bogen ikke blev ændret meget (eller nok), imens andre frygter, at den version af bogen, der bliver solgt i dag, er betydeligt ændret i forhold til Ellis' originale værk.
Den feministiske aktivist Gloria Steinem var blandt dem, som kæmpede imod bogen pga. dens skildring af vold imod kvinder. Steinem er dog også stedmor til Christian Bale, som spiller Patrick Bateman i filmatiseringen af American Psycho. Denne ironi bliver også nævnt i Ellis' bog Lunar Park.
I Tyskland blev bogen anset for at nedværdige minoriteter, (udlændinge, hjemløse, etc.) og derfor var salget meget begrænset fra 1995 til 2000. I Australien og New Zealand klassificeret som en R18-bog, hvilket vil sige, at den ikke må sælges til personer under 18 år.
Bret Easton Ellis modtog flere dødstrusler og hadebreve efter udgivelsen af American Psycho.

## Filosofi
I American Psycho skildres en forening af 2 modstridende filosofiske retninger – bliver man menneske ved det seksuelle eller ved dødens nærvær? Ifølge Heideggers "Sein und Zeit" bliver mennesket autentisk ved dødens tilstedeværelse. Kierkegaard skriver i Begrebet Angest, at det yderste af det sanselige netop er det seksuelle, og først her bliver man menneske. Patrik Bateman begår drab under den seksuelle akt, men står ikke tilbage som et frit, autentisk eller virkeligt menneske. I stedet er han fortvivlet af ligegyldighed og smerte.